# Колорина
Колорина (італ. Colorina) — муніципалітет в Італії, у регіоні Ломбардія,  провінція Сондріо.
Колорина розташована на відстані близько 530 км на північний захід від Рима, 90 км на північний схід від Мілана, 11 км на захід від Сондріо.
Населення — 1431 особа (2014).

## Демографія
Населення за роками:

Станом на 1 січня 2023 року в муніципалітеті офіційно проживали 133 іноземці з 27 країн, серед них 19 громадян країн Євросоюзу та 6 громадян України.

## Сусідні муніципалітети
- Бербенно-ді-Вальтелліна
- Бульйо-ін-Монте
- Форкола
- Фузіне